# Jamen, I forstår mig ikke
Jamen, I forstår mig ikke er en dansk dokumentarfilm fra 1995 med instruktion og manuskript af Cathrine Marchen Asmussen.

## Handling
Det er ikke nemt at være ung. Godt nok har man en rigtig sød storesøster, men far er streng at snakke med. For nok snakker man i familien, men far vil alligevel altid have ret og bestemme. Mor arbejder i en bank, men orker ikke at skændes med far, der er arbejdsløs og har masser af tid. I det hele taget er det nemmere bare at holde kæft. Men så er der søsters kæreste og ens gode ven, og de har såmænd også deres problemer. Er generationerne virkelig så fjernt fra hinanden? Er den ofte diskuterede generationskløft virkelig så dyb?